# Карл Адолф Гјелеруп
Карл Адолф Гјелеруп (дан. Karl Adolf Gjellerup; Рохолте, 2. јун 1857 — Клоцше, 11. октобар 1919), био је дански књижевник и добитник Нобелове награде за књижевност 1917. (награду дели са Хенриком Понтопиданом).
Звали су га класични поета будизма, због његовог интересовања за индијску прошлост и филозофију. Нека дела је писао под псеудонимом Епигонос.

## Биографија
У почетку је био склон натурализму пишући одважне романе о слободној љубави и атеизму. Године 1885. раскида са натурализмом и постаје неоромантичар. Био је германофил - супруга му је била Немица, а трајно се настанио код Дрездена 1892. Због тога је постао непопуларан у Данској.
Његов најважнији роман је „Немачки студент“ из 1882. у коме, делом аутобиографски, описује свој развој од младића склоног теологији до пронемачког атеисте и интелектуалца.

## Дела
- - Идеалист (1878)
- (1878)
- (1880)
- (1881)
- (1881)
- (1882)
- - Немачки студент (1882)
- (1883)
- (1883)
- (1884)
- (1884)
- (1885)
- (1885)
- (1887)
- (1887)
- (1887)
- (1888)
- (1889)
- (1889)
- (1891)
- (1890)
- (1893)
- (1893)
- (1894)
- (1895)
- (1895)
- (1896)
- (1897)
- (1898)
- (1898)
- (1901)
- (1903)
- - Каманита тражи (1906)
- (1907)
- (1910)
- (1913)
- (1916)
- (1917)
- (1919)